# 基隆市仁愛區成功國民小學
25°07′34″N 121°44′18″E / 25.126012°N 121.738467°E
基隆市仁愛區成功國民小學（簡稱成功國小）是臺灣基隆市仁愛區的一所國民小學，位在獅球嶺，設立於1958年。

## 校史
基隆市在二戰後快速發展，然而基隆市仁愛區在早期只有信義國小、仁愛國小、南榮國小三所國民學校，因此行政院在1957年核准徵購約一萬坪的獅球嶺國軍屯營用地（日治時期為基隆陸軍病院），規劃設立「成功國民學校」，而學校校舍在1958年9月落成。在1962年設有超過60個班級，曾是基隆市規模最大的國民學校，因此之後陸續設置尚智國小（2020年廢校）、太平國小（2017年廢校），以緩和學生過多的情形。1968年8月1日，因九年國民教育實施而改為「基隆市仁愛區成功國民小學」。

## 歷任校長
- 鄧少枝：1958年9月
- 劉清番：1964年9月
- 劉鏡茹：1978年2月
- 林錦梅：1983年9月
- 李詩禎：1992年2月
- 陳素香：1995年8月
- 林祝里：2007年2月（代理）
- 楊熾瀧：2007年8月
- 施奈良：2011年8月
- 羅世彬：2015年8月
- 陳怡君：2018年8月（現任）[2]

## 音樂班
自1990年7月設立音樂資優班，為基隆市唯一一所國小音樂班。音樂班學生自三年級起經入班檢定後進入就讀，共計四個班，每個班除一般學科導師外，增設有術科導師，以協助學生音樂術科之學習。每次都在比賽拿下好成績。

## 學校行政
- 教務處，設有教務主任主管教務行政業務，下設有教學組、註冊組、資訊組（兼管設備組）、特教組、閱讀推動教師。
- 學務處，設有學務主任主管學生事務行政業務，下設有生活教育組、體育衛生組、健康中心、輔導行政教師、專任輔導教師。
- 總務處，設有總務主任主管總務行政業務，下設有事務組、出納組、午餐秘書、營養師、工友、廚工。
- 附設幼兒園，設有附設幼兒園主任主管幼兒教育行政業務，下設有教保組。

## 校舍
既有校舍
1986年，學生活動中心落成，地下室原設有柔道教室，後改為停車場使用。一樓為音樂廳及圖書館、二樓以上為學生活動中心。於2021年因建物風險拆除改建。
2000年完成校舍一、二期改建，一期校舍鄰近成功陸橋中心處，每層四間教室、共四層樓，另有地下室。校舍二期鄰近基隆市國民運動中心，共有四層樓，與一期校舍界接相鄰。
2006年完成校舍三期改建，包含行政大樓、專科大樓兩棟。
2024年預計完成學生活動中心新建。設有地下停車場，一樓為學生活動中心。二樓（三樓）為400人等級音樂廳。

## 其他
成功國小官網記載學校源自1941年4月1日設立的「壽國民學校曙分教場」，然而應與1958年設立的成功國校無直接關係。